# Virtus Entella
Virtus Entella – włoski klub piłkarski, mający swoją siedzibę w mieście Chiavari, na północy kraju.

## Historia
Chronologia nazw:
- 1914: Entella Foot-Ball Club
- 1935: Associazione Calcio Entella
- 1982: Associazione Calcio Entella Bacezza
- 1993: Associazione Calcio Entella Chiavari
- 2001: klub rozwiązano
- 2002: Unione Sportiva Valle Sturla Entella
- 2003: Associazione Calcio Chiavari VL
- 2005: Associazione Calcio Dilettantistica Virtus Entella
- 2010: Virtus Entella S.r.l.

Piłkarski klub Entella Foot-Ball Club został założony w Chiavari 14 marca 1914 roku. Najpierw grał spotkania z zespołami prowincji Genua. W marcu 1919 roku połączył się z Pro-Chiavari, ale po kilku miesiącach fuzja rozpadła się. W 1920 zespół startował w  Promozione Ligure, gdzie najpierw zwyciężył w grupie F, a potem w półfinale zajął 3.miejsce w grupie A. W 1921 powstał drugi związek piłkarski C.C.I., w związku z czym mistrzostwa prowadzone osobno dla dwóch federacji. W sezonie 1921/22 startował w Promozione Ligure (pod patronatem F.I.G.C.), gdzie najpierw zwyciężył w grupie B, następnie w półfinale zajął pierwsze miejsce w grupie B, a w finale został sklasyfikowany na drugiej pozycji. W 1922 po kompromisie Colombo mistrzostwa obu federacji zostały połączone, a klub został przydzielony do Seconda Divisione. W sezonie 1922/23 zajął 6.miejsce w grupie A i po przegranych barażach spadł do Terza Divisione. W sezonie 1923/24 zajął drugie miejsce w grupie ligure D. Sezon 1924/25 zakończył na trzeciej pozycji w grupie ligure A. W kolejnym sezonie 1925/26 uplasował się na 6.lokacie. 
W następnym sezonie 1926/27 została organizowana najwyższa Divisione Nazionale, a Terza Divisione przesunięta na IV poziom. Po zajęciu drugiego miejsca w grupie ligure B klub awansował do Seconda Divisione. W sezonie 1927/28 zajął ostatnie 10.miejsce w grupie C Nord Seconda Divisione, ale tak jak klub Fiorenza połączył się z AC Fiorentina, to utrzymał się przed spadkiem. W sezonie 1928/29 był drugim w grupie A. 
W 1929 w związku z reorganizacją systemu lig i wprowadzeniu Serie A i Serie B, III poziom nazywał się Prima Divisione, a IV poziom Seconda Divisione. Klub został zdegradowany do czwartego poziomu i sezon 1929/30 zakończył na 3.lokacie w grupie A Seconda Divisione. W dwóch kolejnych sezonach był piątym w końcowej klasyfikacji grup, a w sezonie 1932/33 zwyciężył najpierw w grupie B ligure, a potem w finale zdobył tytuł Campione Regionale i awansował do Prima Divisione. W 1934 zajął 4.miejsce w grupie E Prima Divisione, a w 1935 spadł na 6.miejsce w grupie D. W sezonie 1935/36 jako AC Entella startował w przemianowanej na Serie C trzeciej lidze, gdzie zajął 5.miejsce w grupie C. Do 1943 klub występował w Serie C, zajmując miejsca w środku tabeli grupy. W latach 1943–1945 z powodu II wojny światowej klub zawiesił swoją działalność.
Po zakończeniu II wojny światowej w sezonie 1945/46 klub startował w rozgrywkach regionalnych, ale w 1946 wrócił do Serie C. W 1948 klub spadł do Promozione, a w 1952 do Promozione Regionale. W 1956 wrócił do IV Serie, a w 1958 do Serie D, a w 1960 do Serie C. W sezonie 1960/61 zajął 18.miejsce w grupie A Serie C i spadł do Serie D. W sezonie 1963/64 zwyciężył w grupie A i wrócił do Serie C. W 1972 klub spadł do Serie D, a w 1979 do Promozione Ligure. W 1982 klub zmienił nazwę na AC Entella Bacezza, a w 1985 zdobył promocję do Serie C2, jednak w 1989 znów spadł do Promozione Ligure. W 1993 po raz kolejny zmienił nazwę, tym razem na AC Entella Chiavari. W 1997 wrócił do Campionato Nazionale Dilettanti, ale po roku spadł do Eccellenza, w 1999 znów awansował do Serie D, a w 2000 zdegradowany do Eccellenza. W końcu sezonu 2000/01 klub dotknęły problemy finansowe, w wyniku czego został rozwiązany.
W 2002 klub US Valle Sturla z Borzonasca przeniósł swoją siedzibę do Chiavari, zmieniając nazwę na US Valle Sturla Entella. W sezonie 2002/03 zajął drugie miejsce w grupie B Promozione Ligure i zdobył promocję do Eccellenza. W 2003 zmienił nazwę na Associazione Calcio Chiavari VL, a w 2005 na ACD Virtus Entella. W 2008 klub awansował do Serie D, a w 2009 połączył się z Entella S.G.S.. W sezonie 2009/10 zajął drugie miejsce w grupie A i po barażach awansował do Lega Pro Seconda Divisione. W 2010 został przemianowany na Virtus Entella S.r.l.. W sezonie 2011/12 był piątym w grupie A, jednak w meczach play-off zwyciężył AC Cuneo 1905 i zdobył promocję do Lega Pro Prima Divisione. W sezonie 2013/14 zwyciężył w grupie A i awansował do Serie B. W pierwszym sezonie 2014/15 zajął 18.miejsce w Serie B. Po przegranych meczach play-off z Modeną został zdegradowany do League Pro, jednak został przywrócony do Serie B przez decyzję sądu sportowego.

## Sukcesy

### Trofea międzynarodowe
Nie uczestniczył w rozgrywkach europejskich (stan na 31-12-2016).

### Trofea krajowe
| \| \| Zdobyte trofea w rozgrywkach Włoch (stan na: 31-05-2017) \| |                                                          |      |                           |
| Rozgrywki                                                         | Osiągnięcie                                              | Razy | Sezon(y)                  |
| · Mistrzostwo                                                     | I miejsce                                                | 0    |                           |
| · Mistrzostwo                                                     | II miejsce                                               | 0    |                           |
| · Mistrzostwo                                                     | III miejsce                                              | 0    |                           |
| · Puchar                                                          | zdobywca                                                 | 0    |                           |
| · Puchar                                                          | finalista                                                | 0    |                           |
| · Puchar                                                          | 3.runda (1/32f)                                          | 3    | 1936/37, 2014/15, 2016/17 |
| II liga                                                           | I miejsce                                                | 0    |                           |
| II liga                                                           | II miejsce                                               | 0    |                           |
| II liga                                                           | III miejsce                                              | 0    |                           |
| II liga                                                           | 9.miejsce                                                | 1    | 2015/16                   |
| Włochy                                                            | Zdobyte trofea w rozgrywkach Włoch (stan na: 31-05-2017) |      |                           |

- Lega Pro Prima Divisione (ob. Serie C):
  - mistrz (1x): 2013/14 (grupa A)

## Stadion
Klub rozgrywa swoje mecze domowe na Stadio Comunale w Chiavari, który może pomieścić 5535 widzów.